# 62 Herculis
62 Herculis är en vit stjärna i Herkules stjärnbild.
Stjärnan har visuell magnitud +6,85 och behöver fältkikare för att kunna observeras. Den befinner sig på ett avstånd av ungefär 360 ljusår.